# 慈渓の戦い
慈渓の戦い（じけいのたたかい）は、清軍・常勝軍と太平天国軍との戦い。
1862年、太平天国軍は上海に対して連続的に攻撃を行ったため、西洋人の住民は潜在的な脅威の除去に賛成するようになった。ジェームズ・ホープ提督の指揮のもとイギリス海軍・フランス海軍は清軍に協力して太平天国軍への軍事行動を開始した。当時の太平天国軍の拠点の一つは杭州湾の南の寧波であった。
清軍は5月6日に寧波を包囲する体制をとり、同時にイギリスとフランスの艦隊が湾内に進入した。太平天国軍は砲撃を加えたが、艦隊は反撃して兵員を上陸させた。イギリス・フランス軍は太平天国軍を圧倒し、清軍に突入の機会を与えた。寧波を確保した清軍は、周辺地域への攻撃を開始した。フレデリック・タウンゼント・ウォード率いる常勝軍も清軍とともに寧波から約16キロ離れた慈渓に派遣された。
9月20日、ウォードは慈渓への攻撃を開始したが、戦闘中に致命傷を負った。しかしウォードは戦場に残って勝利を見届け、翌日に死亡した。
常勝軍の指揮は、ヘンリー・バージェヴィンを巡り一悶着の後、チャールズ・ゴードンに引き継がれることとなった。